# Escola Técnica Redentorista

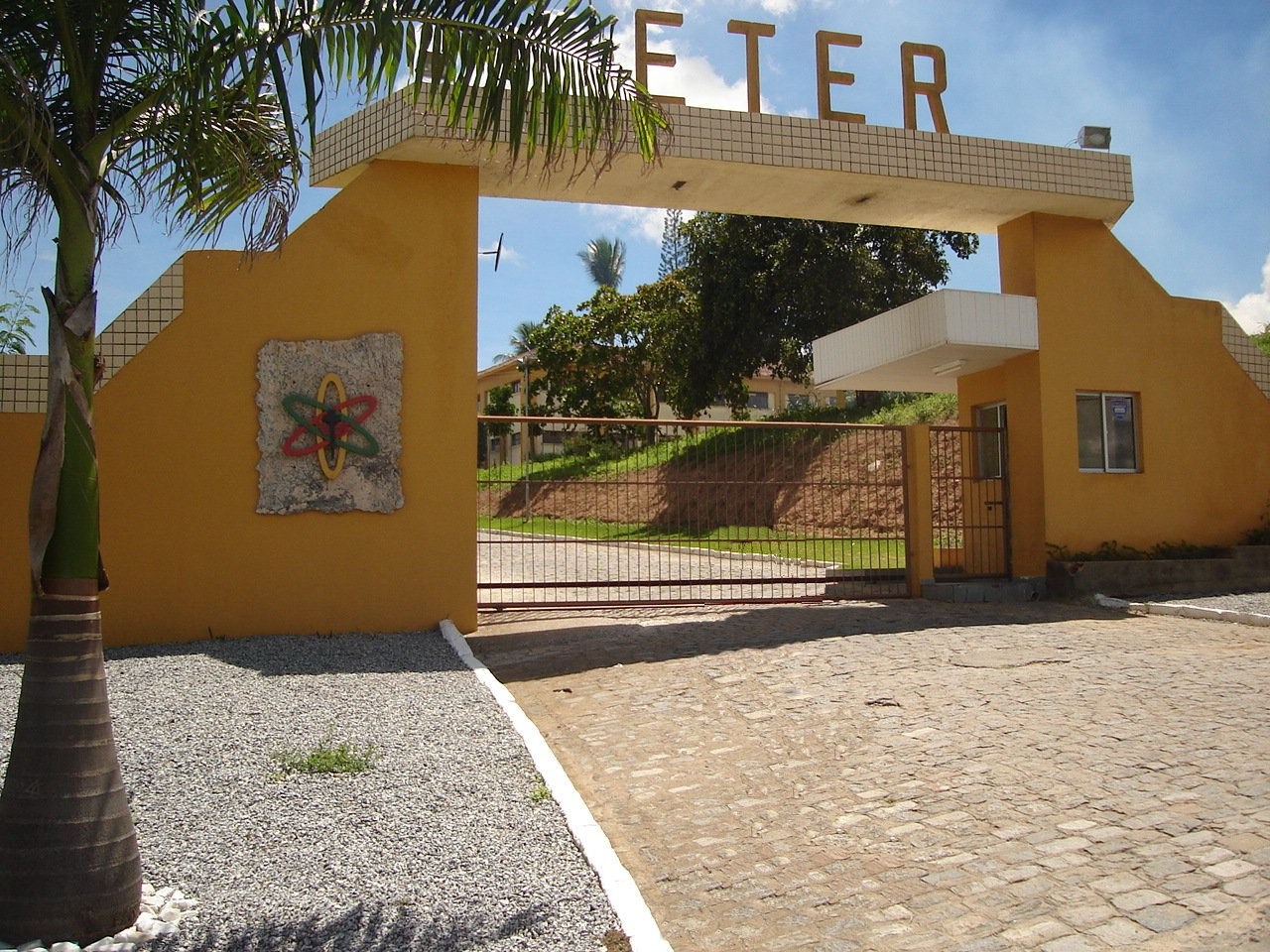
Portão de entrada da Escola Técnica Redentorista

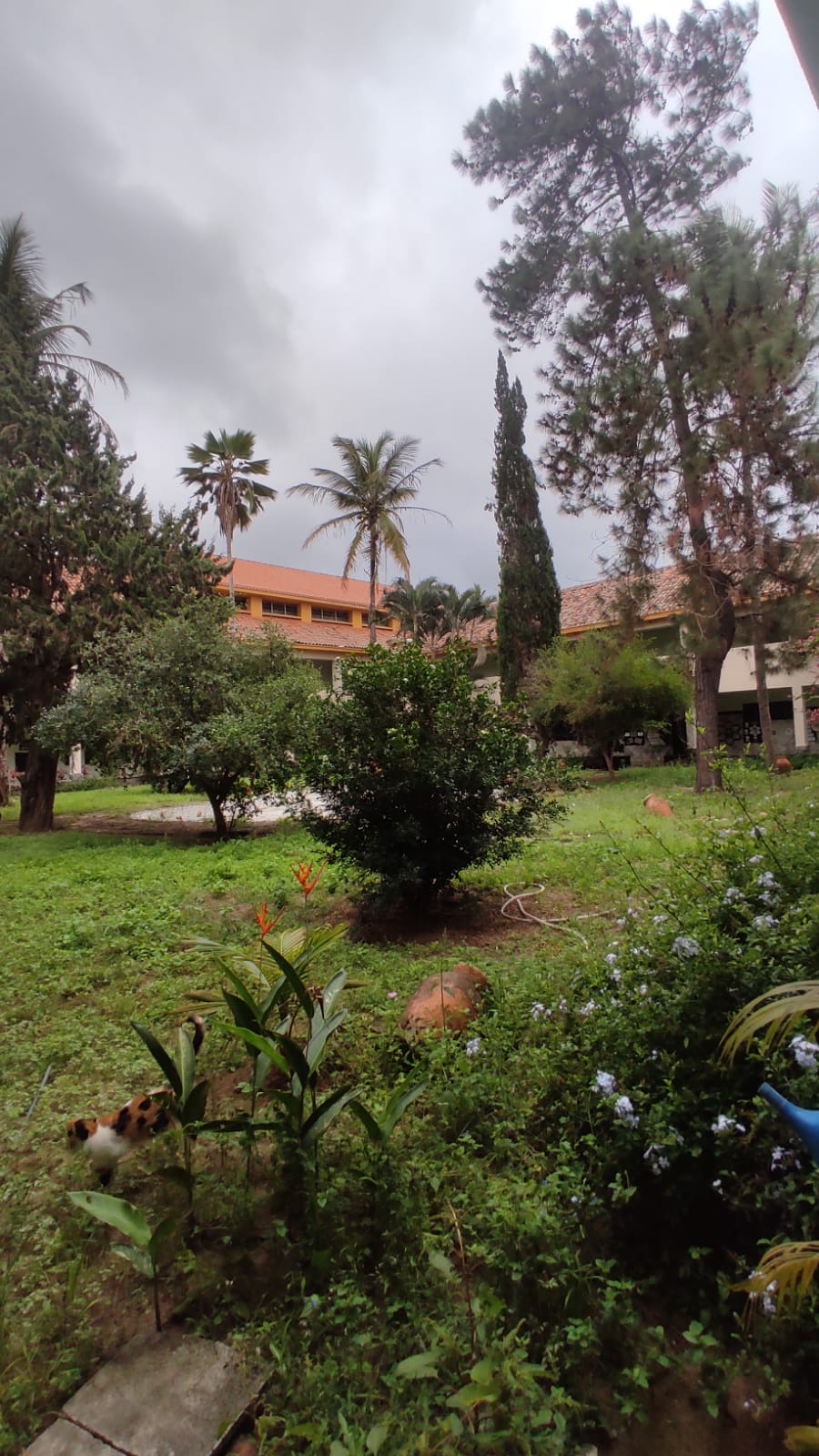
Jardim da Escola onde os alunos ficaram durante os intervalos

A Escola Técnica Redentorista (ETER) foi uma instituição de ensino técnico sem fins lucrativos brasileira, sediada em Campina Grande, Paraíba.

## A origem
A Escola Técnica Redentorista teve origem em 1975, fundada pelo padre baiano Edelzino de Araújo Pitiá. O prédio onde a escola funcionou antes era destinado exclusivamente à formação dos padres da Congregação Redentorista. Sob o lema "Educar é Libertar" o Pe. Pitiá, contou com a colaboração financeira e acadêmica de muitos atores da sociedade, tendo como exemplo financiadores do governo Holandês, empresas Brasileiras e professores da UFPB campus II, hoje UFCG e de professores da Escola Técnica de Santa Rita do Sapucai. Não se tem mais acesso ao acervo e história da escola em detalhes, uma vez que após o encerramento de suas atividades em 2018, o prédio se encontra fechado.

## Encerramento das atividades
A escola encerrou suas atividades em 2018, alegando dificuldades financeiras.

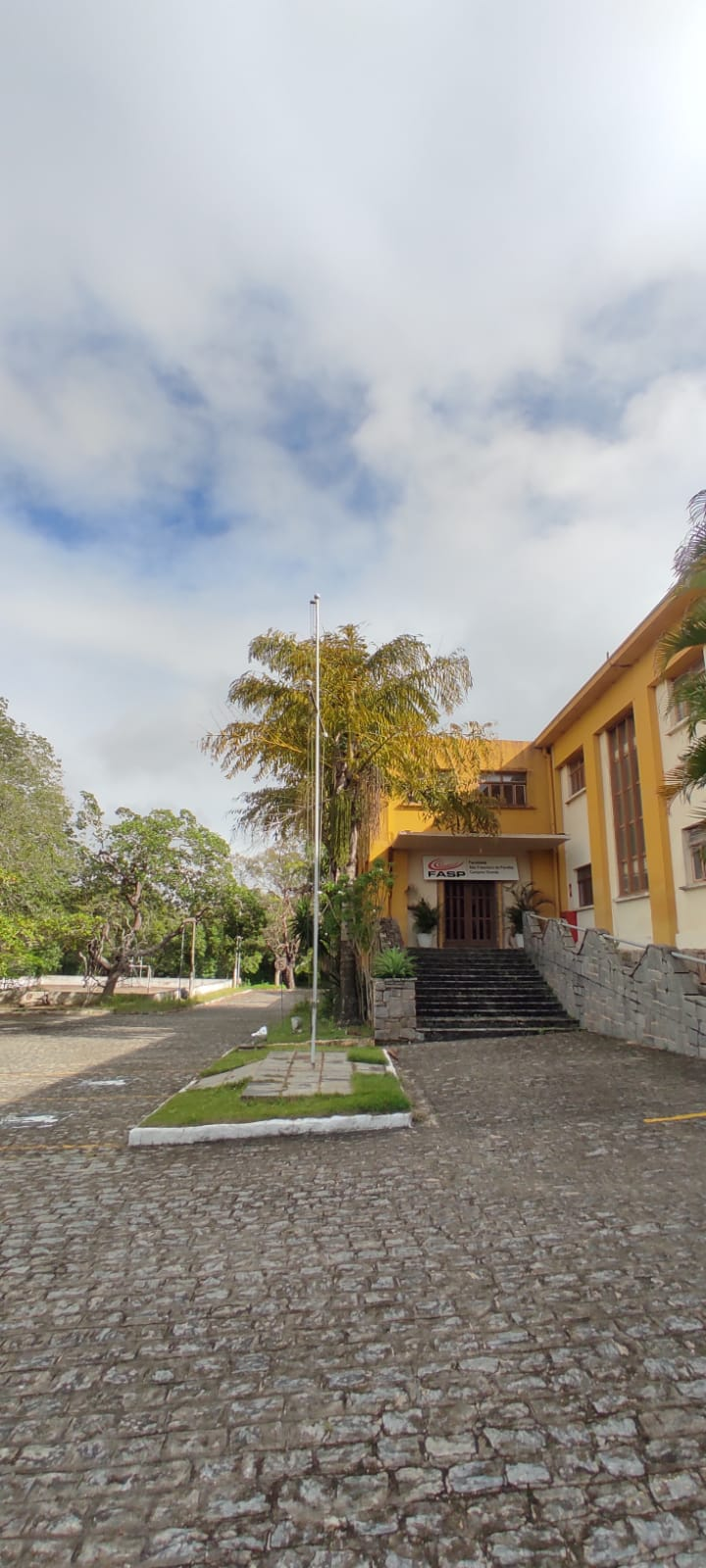
Porta de acesso lateral. Antigamente esse era o acesso dos alunos ao interior da escola.

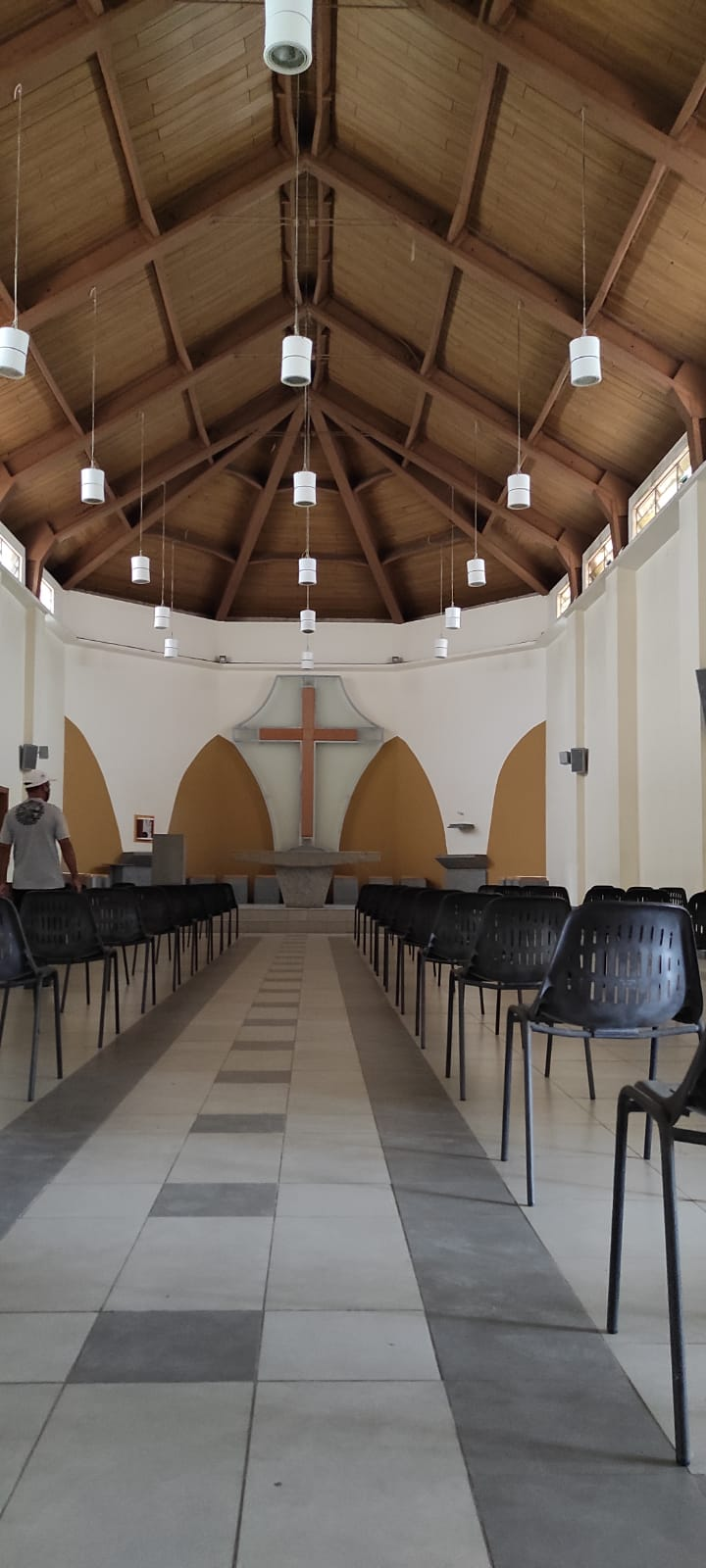
Vista interna da capela ondem eram feitas as celebrações de missas durante as festividades. Foto de Michele Nobrega (ex-aluna)